# Ruellia ansericollis
Ruellia ansericollis är en akantusväxtart som beskrevs av Raymond Benoist. Ruellia ansericollis ingår i släktet Ruellia och familjen akantusväxter. Inga underarter finns listade i Catalogue of Life.